# Julio Bocca
Julio Adrián Lojo Bocca, más conocido como Julio Bocca (Munro, 6 de marzo de 1967), es un bailarín, director y maestro de ballet argentino, reconocido a nivel mundial. 
Ha bailado como artista invitado en varios teatros de todo el mundo tales como: el Royal Ballet de Londres, el Bolshói de Moscú, el Kirov de Leningrado, La Scala de Milán, Zarzuela de Madrid, el Ballet Real Danés de Dinamarca, el Ballet de la Ópera de Oslo, el Ballet de Stuttgart de Alemania, el Ballet de la Ópera de París y el Teatro Colón de Buenos Aires. También ha impartido varios cursillos y master classes como en el Conservatorio Profesional de Danza de Novelda.
Se retiró como bailarín profesional en un espectáculo público y gratuito en Buenos Aires, el 23 de diciembre de 2007.

## Biografía
Nació el 6 de marzo en 1967 en Munro, en el Gran Buenos Aires. A la edad de seis años su madre Nancy Bocca le enseñó sus primeros pasos en el estudio que ella dirigía. A los siete entró en la Escuela Nacional de Danza y un año después al Instituto Superior de Arte del Teatro Colón.
Destacado como un niño prodigio, ingresó la Compañía de Ballet de Cámara del Teatro Colón en 1981, y un año después actuó como solista en un espectáculo dirigido por Flemming Flindt. Debutó como solista en 1982 en el Teatro Teresa Carreño de Caracas, y en 1983 en el Teatro Municipal de Río de Janeiro.
A los 18 años ganó la Medalla de Oro en el 5.º Concurso Internacional de la Danza de Moscú (el más importante del mundo), lo cual le dio la posibilidad de tener una proyección internacional de su carrera. Fue así que en 1986, Mijaíl Baryshnikov lo convocó para ingresar como primer bailarín en el American Ballet Theatre, donde permaneció desde entonces.
Sus primeros maestros fueron José Parés, Ninel Julttyeva, Karemina Moreno, María Luisa Lemos. Luego perfeccionó su técnica con Gloria Kazda Black, Lidia Segni y Wilhelm Burmann.
Participó del filme Tango, Bayle nuestro (1988) de Jorge Zanada. En 1990 creó su propia compañía de ballet, el Ballet Argentino, del que es su director artístico desde 2005, con presentaciones regulares en varias partes del mundo.
En el año 1991 aparece en un video presentando la obra teatral A todo Pinti de su amigo Enrique Pinti.
Junto al Ballet Contemporáneo del Teatro San Martín, estrenó la coreografía de Óscar Aráiz, Bestiario, con música del compositor español Jerónimo Maesso, participando como solista junto a Eleonora Cassano, en el Teatro de la Zarzuela de Madrid en agosto de 1992 y con motivo de la celebración del Quinto Centenario.
Algunos de los espectáculos que presenta la compañía de Bocca se han destacado por la mezcla del ballet con el tango, una combinación que suele ser bienvenida por el público.
En 1998 fundó, junto al coreógrafo y director Ricky Pashkus, la Escuela de Teatro Musical y Danzas.
En marzo de 2007 salió a la venta en Argentina su biografía, publicada por la editorial Aguilar: Julio Bocca, la vida en danza, escrita por la periodista Angeline Montoya. Y en diciembre de ese año se despidió como bailarín profesional, en un espectáculo público y gratuito en Buenos Aires al pie del Obelisco porteño, acompañado de otras figuras de la danza a nivel mundial, frente a más de 300.000 personas.

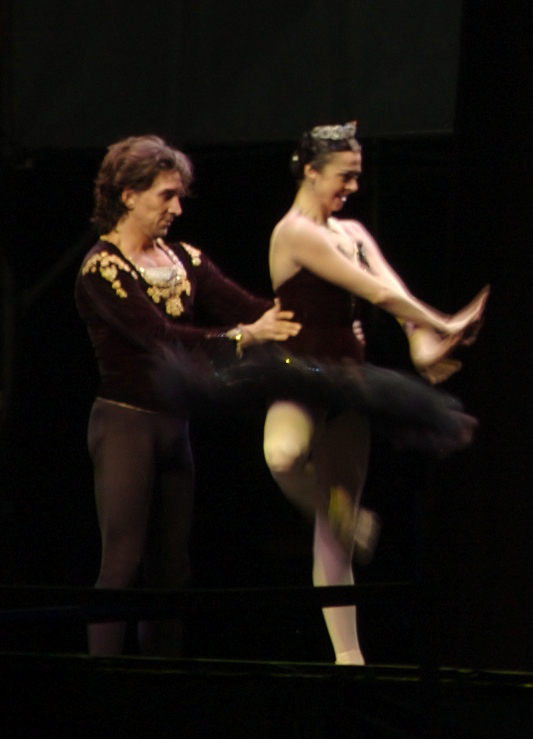
Julio Bocca en 2007.

El escenario tenía 900 m² y 5 pantallas gigantes. Entre los bailarines que lo acompañaban estuvieron: Maximiliano Guerra, Eleonora Cassano, José Manuel Carreño, Manuel Legris, Hernán Piquín, Tamara Rojo, Victoria Blanza, Lucas Oliva y Viviana Vigil. También estuvieron compartiendo el escenario algunos cantantes y músicos como: Mercedes Sosa, Lito Vitale, Diego Torres, Sandra Mihanovich y La Mona Jiménez.
El evento abrió con el pas de trois de El Corsario, abordando luego ballet, tango, jazz y folklore.
Bocca aprovechó la ocasión para declarar que dejaba de bailar pero que continuaría al frente del Ballet Argentino ―del que fue fundador― y seguiría con la conducción artística del Teatro Maipo (de Buenos Aires).
En la ovación se oían voces que gritaban: «¡Julio no se va!», después de tres horas de espectáculo se despidió del público diciendo "Fue una noche maravillosa, gracias y hasta siempre".
En 2008 participó del programa Especial de la Tierra de National Geographic y como jurado de los premios Benois de la Danse en Rusia y del Premio Roma en Italia.
En 2010 fue invitado por el American Ballet Theatre como entrenador de sus solistas y primeros bailarines.
En junio de 2010 asumió la dirección artística del Ballet Nacional Sodre en Montevideo (Uruguay) donde se dedicó a revitalizar al elenco estatal con el propósito de dotarlo de nivel internacional. Con el Ballet Nacional Sodre realizó giras nacionales e internacionales cambiando su rumbo en tan solo 7 años. Con ese ballet realizó contratos a futuro con giras en España, Italia y varios países de América Latina. Renunció al cargo en septiembre de 2017.
Desde diciembre de 2017 reside con su pareja en Montevideo.
Desde noviembre de 2022 ha anunciado él mismo que comenzó a trabajar con el Het National Ballet en Ámsterdam.
Actualmente es el director Artístico del Ballet Estable del Teatro Colón de Buenos Aires, Argentina.